# 布雷德內斯半島
68°34′S 78°10′E / 68.567°S 78.167°E
布雷德內斯半島是南極洲的半島，位於伊麗莎白公主地，長24公里、寬9公里，處於埃利斯灣和朗格內斯灣之間，現時由南極條約體系管理。